# Elżbieta Rabsztyn
Elżbieta Rabsztyn (ur. 25 sierpnia 1956 w Warszawie) – polska lekkoatletka, specjalizująca się w biegu na 100 metrów przez płotki, brązowa medalistka Uniwersjady w 1981, mistrzyni i reprezentantka Polski.

## Kariera sportowa
Była zawodniczką Gwardii Warszawa.
Jej największym sukcesem międzynarodowym był brązowy medal Letniej Uniwersjady w 1981 w biegu na 100 m ppł, z czasem 13,31. Reprezentowała Polskę na mistrzostwach Europy w 1978, zajmując 7. miejsce w finale  biegu na 100 m ppł, z czasem 13,17, trzykrotnie na halowych mistrzostwach Europy (1978 – odpadła w półfinale biegu na 60 m ppł, 1980 – zajęła 4. miejsce w finale biegu na 60 m ppł (bieg ten wygrała Zofia Bielczyk, przed Grażyną Rabsztyn), odpadła w eliminacjach biegu na 60 m, 1981 – odpadła w półfinale biegu na 50 m ppł), a także w zawodach Pucharu Europy w lekkoatletyce, w 1979 (w sztafecie 4 x 100 m w finale A – 6 m.) i 1981 (w półfinale i finale B – na 200 m (odpowiednio miejsca 7. i 5.) i sztafecie 4 x 100 m (odpowiednio miejsca 5. i 4.), w finale A – w sztafecie 4 x 100 m – miejsce 8.).
Trzykrotnie zdobywała mistrzostwo Polski seniorek – w 1981 w biegu na 100 m ppł, w 1978 i 1979 w sztafecie 4 x 100 metrów. Ponadto w 1978 i 1980 zdobyła brązowy medal mistrzostw Polski w biegu na 100 m ppł. Na halowych mistrzostwach Polski seniorek wywalczyła srebrny medal w biegu na 60 m ppł w 1981, brązowe medale w tej samej konkurencji w 1978 i 1980 oraz brązowy medal w biegu na 60 m w 1981.
Jej rekord życiowy na 100 m ppł wynosi 12.80 (13 czerwca 1980), rekordy życiowe w hali wynoszą: na 50 m ppł – 6,90 (11 lutego 1979 w półfinale halowych mistrzostw Europy w Grenoble), na 60 m ppł – 8,03 (1 marca 1980 w półfinale halowych mistrzostw Europy w Sindelfingen).
W latach 1978 i 1981 była klasyfikowana w 1. dziesiątce najlepszych płotkarek na listach światowych (1978 – 9 m. z wynikiem 12,98, 1981 – 7 m. z wynikiem 13,10, rekord życiowy z 1980 (12,80) dawał jej 11. miejsce na listach światowych w tym roku (wyprzedzały ją m.in. cztery Polki (1. – Grażyna Rabsztyn, 3. – Lucyna Kałek, 6. – Zofia Bielczyk, 8. Danuta Perka)).
Jest młodszą siostrą Grażyny Rabsztyn, żoną płotkarza Haralda Schmida.